# Adoxophyes flagrans
Adoxophyes flagrans es una especie de polilla del género Adoxophyes, tribu Archipini, subfamilia Tortricinae.

## Distribución
Se distribuye por Birmania.

## Taxonomía
Fue descrita por Meyrick en 1912 y publicada en Exotic Microlepidoptera 1: 3.